# بوروسيا دورتموند موسم 2010–11
كان موسم 2010–11 هو الموسم الـ100 (والعام الـ101 بشكل عام) لبوروسيا دورتموند في تاريخ نادي كرة القدم والموسم الـ35 على التوالي في دوري الدرجة الأولى الألماني لكرة القدم، البوندسليغا.
خرج دورتموند من الدور الثاني لكأس ألمانيا، وفي مرحلة المجموعات من الدوري الأوروبي. توج دورتموند بطلاً للدوري في 30 أبريل 2011، قبل أسبوعين من لعب المباريات النهائية.